# Apogon chalcius
Apogon chalcius es una especie de pez de la familia de los apogónidos en el orden de los perciformes.

## Morfología
Los machos pueden alcanzar los 11,6 cm de longitud total.

## Distribución geográfica
Se encuentran al sudeste del Pacífico: Isla de Pascua.